# Георгиевка (Павлодарская область)
Георгиевка (каз. Георгиевка) — упразднённое село в Щербактинском районе Павлодарской области Казахстана. Входило в состав Сосновского сельского округа. Ликвидировано в 2000 г.

## Население
В 1989 году население села составляло 167 человек. По данным переписи 1999 года в селе постоянное население отсутствовало.